# Општина Саусиљо (Чивава)
Саусиљо (шп. Saucillo) општина је у Мексику у савезној држави Чивава. Општина се налази на надморској висини од 1180 м.

## Становништво
Према подацима из 2010. у општини је живело 32325 становника.

### Хронологија
| Година       | 2000                  | 2005                  | 2010                  |
| ------------ | --------------------- | --------------------- | --------------------- |
| Становништво | 30644 (15204 / 15440) | 28508 (14219 / 14289) | 32325 (16275 / 16050) |

### Попис
| \| \| м \| \| \| ж \| \| 0—2 \| 871 \| \| \| 809 \| \| 3—5 \| 940 \| \| \| 928 \| \| 6—11 \| 1.923 \| \| \| 1.867 \| \| 12—14 \| 958 \| \| \| 937 \| \| 15—17 \| 930 \| \| \| 903 \| \| 18—24 \| 1.955 \| \| \| 1.933 \| \| 60+ \| 1.913 \| \| \| 1.836 \| \| Просек : \| 30,1 \| \| \| 30,2 \| |       |  |  |       |
| |       |  |  |       |
| | м     |  |  | ж     |
| 0—2 | 871   |  |  | 809   |
| 3—5 | 940   |  |  | 928   |
| 6—11 | 1.923 |  |  | 1.867 |
| 12—14 | 958   |  |  | 937   |
| 15—17 | 930   |  |  | 903   |
| 18—24 | 1.955 |  |  | 1.933 |
| 60+ | 1.913 |  |  | 1.836 |
| Просек : | 30,1  |  |  | 30,2  |

| #   | Индикатор                                                                                        | Вредност |
| --- | ------------------------------------------------------------------------------------------------ | -------- |
| 1   | Становништво од 0 до 2 године                                                                    | 1680     |
| 2   | Мушко становништво од 0 до 2 године                                                              | 871      |
| 3   | Женско становништво од 0 до 2 године                                                             | 809      |
| 4   | Становништво са 3 и више година                                                                  | 30553    |
| 5   | Мушко становништво са 3 и више година                                                            | 15359    |
| 6   | Женско становништво са 3 и више година                                                           | 15194    |
| 7   | Становништво са 5 и више година                                                                  | 29284    |
| 8   | Мушко становништво са 5 и више година                                                            | 14735    |
| 9   | Женско становништво са 5 и више година                                                           | 14549    |
| 10  | Становништво са 12 и више година                                                                 | 24895    |
| 11  | Мушко становништво са 12 и више година                                                           | 12496    |
| 12  | Женско становништво са 12 и више година                                                          | 12399    |
| 13  | Становништво са 15 и више година                                                                 | 23000    |
| 14  | Мушко становништво са 15 и више година                                                           | 11538    |
| 15  | Женско становништво са 15 и више година                                                          | 11462    |
| 16  | Становништво са 18 и више година                                                                 | 21167    |
| 17  | Мушко становништво са 18 и више година                                                           | 10608    |
| 18  | Женско становништво са 18 и више година                                                          | 10559    |
| 19  | Становништво од 3 до 5 година                                                                    | 1868     |
| 20  | Мушко становништво од 3 до 5 година                                                              | 940      |
| 21  | Женско становништво од 3 до 5 година                                                             | 928      |
| 22  | Становништво од 6 до 11 година                                                                   | 3790     |
| 23  | Мушко становништво од 6 до 11 година                                                             | 1923     |
| 24  | Женско становништво од 6 до 11 година                                                            | 1867     |
| 25  | Становништво од 8 до 14 година                                                                   | 4447     |
| 26  | Мушко становништво од 8 до 14 година                                                             | 2230     |
| 27  | Женско становништво од 8 до 14 година                                                            | 2217     |
| 28  | Становништво од 12 до 14 година                                                                  | 1895     |
| 29  | Мушко становништво од 12 до 14 година                                                            | 958      |
| 30  | Женско становништво од 12 до 14 година                                                           | 937      |
| 31  | Становништво од 15 до 17 година                                                                  | 1833     |
| 32  | Мушко становништво од 15 до 17 година                                                            | 930      |
| 33  | Женско становништво од 15 до 17 година                                                           | 903      |
| 34  | Становништво од 18 до 24 године                                                                  | 3888     |
| 35  | Мушко становништво од 18 до 24 године                                                            | 1955     |
| 36  | Женско становништво од 18 до 24 године                                                           | 1933     |
| 37  | Женско становништво од 15 до 49 година                                                           | 8297     |
| 38  | Становништво са 60 и више година                                                                 | 3749     |
| 39  | Мушко становништво са 60 и више година                                                           | 1913     |
| 40  | Женско становништво са 60 и више година                                                          | 1836     |
| 41  | Однос између мушкараца и жена                                                                    | 101.4    |
| 42  | Становништво од нуле до 14 година                                                                | 9233     |
| 43  | Становништво од 15 до 64 године                                                                  | 20357    |
| 44  | Становништво од 65 година и више                                                                 | 2643     |
| 45  | Просечан број деце                                                                               | 2.61     |
| 46  | Становништво рођено у ентитету                                                                   | 29461    |
| 47  | Мушко становништво рођено у ентитету                                                             | 14808    |
| 48  | Женско становништво рођено у ентитету                                                            | 14653    |
| 49  | Становништво рођено у другом ентитету                                                            | 2225     |
| 50  | Мушко становништво рођено у другом ентитету                                                      | 1137     |
| 51  | Женско становништво рођено у другом ентитету                                                     | 1088     |
| 52  | Становништво од 5 година и више резидентно у ентитету у јуну 2005. године                        | 27763    |
| 53  | Мушко становништво старосног доба од 5 година и више, резидентно у ентитету у јуну 2005. године  | 13893    |
| 54  | Женско становништво старосног доба од 5 и више година, резидентно у ентитету у јуну 2005. године | 13870    |
| 55  | Становништво од 5 година и више које је живело у другом ентитету у јуну 2005. године             | 559      |
| 56  | Мушко становништво старије од 5 година које је живело у другом ентитету у јуну 2005. године      | 295      |
| 57  | Женско становништво старије од 5 година које је живело у другом ентитету у јуну 2005. године     | 264      |
| 58  | Становништво од 3 године и више које говори аутохтони језик                                      | 196      |
| 59  | Мушко становништво старо 3 године и више које говори аутохтони језик                             | 104      |
| 60  | Женско становништво старо 3 године и више које говори аутохтони језик                            | 92       |
| 61  | Становништво од 3 године и више које говори аутохтони језик и не говори шпански језик            | 12       |
| 62  | Мушко становништво старо 3 године и више које говори аутохтони језик и не говори шпански         | 4        |
| 63  | Женско становништво старо 3 године и више које говори аутохтони језик и не говори шпански језик  | 8        |
| 64  | Становништво старо 3 године и више које говори аутохтони језик и шпански                         | 134      |
| 65  | Мушко становништво старо 3 године и више које говори аутохтони језик и шпански                   | 69       |
| 66  | Женско становништво старо 3 године и више које говори аутохтони језик и шпански                  | 65       |
| 67  | Становништво од 5 година и више које говори аутохтони језик                                      | 192      |
| 68  | Становништво од 5 година и више које говори аутохтони језик и не говори шпански језик            | 9        |
| 69  | Становништво од 5 година и више које говори аутохтони језик и говори шпански језик               | 133      |
| 70  | Становништво у домородачким домаћинствима                                                        | 279      |
| 71  | Становништво са ограничењима у активностима                                                      | 1557     |
| 72  | Становништво са ограниченим ходањем или кретањем, горе или доле                                  | 926      |
| 73  | Становници са ограничењима вида, чак и уз кориштење сочива                                       | 402      |
| 74  | Становништво са ограничењима говора, комуникације или конверзације                               | 90       |
| 75  | Становништво са ограниченим слухом                                                               | 170      |
| 76  | Становништво са ограничењима при одевању, купању или јелу                                        | 58       |
| 77  | Становништво са ограничењима у опажању или учењу једноставних ствари                             | 46       |
| 78  | Становништво са менталним ограничењима                                                           | 138      |
| 79  | Становништво без ограничења активности                                                           | 30473    |
| 80  | Становништво од 3 до 5 година које не похађа школу                                               | 934      |
| 81  | Мушко становништво од 3 до 5 година које не похађа школу                                         | 466      |
| 82  | Женско становништво од 3 до 5 година које не похађа школу                                        | 468      |
| 83  | Становништво од 6 до 11 година које не похађа школу                                              | 90       |
| 84  | Мушко становништво од 6 до 11 година које не похађа школу                                        | 53       |
| 85  | Женско становништво од 6 до 11 година које не похађа школу                                       | 37       |
| 86  | Становништво од 12 до 14 година које не похађа школу                                             | 148      |
| 87  | Мушко становништво од 12 до 14 година које не похађа школу                                       | 97       |
| 88  | Женско становништво од 12 до 14 година које не похађа школу                                      | 51       |
| 89  | Становништво од 15 до 17 година похађа школу                                                     | 1221     |
| 90  | Мушко становништво од 15 до 17 година похађа школу                                               | 589      |
| 91  | Женско становништво између 15 и 17 година живота у школи                                         | 632      |
| 92  | Становништво од 18 до 24 године похађа школу                                                     | 891      |
| 93  | Мушко становништво од 18 до 24 године похађа школу                                               | 414      |
| 94  | Женско становништво од 18 до 24 године похађа школу                                              | 477      |
| 95  | Становништво од 8 до 14 година које не може да чита и пише                                       | 82       |
| 96  | Мушко становништво старосног доба од 8 до 14 година које не може да чита и пише                  | 52       |
| 97  | Женско становништво старосног доби од 8 до 14 година које не може да чита и пише                 | 30       |
| 98  | Становништво од 15 година и више које је неписмено                                               | 859      |
| 99  | Мушко становништво од 15 година и више које је неписмено                                         | 478      |
| 100 | Женско становништво од 15 година и више које је неписмено                                        | 381      |
| 101 | Становништво старо 15 и више година без школовања                                                | 975      |
| 102 | Мушко становништво старо 15 и више година без школовања                                          | 507      |
| 103 | Женско становништво старо 15 и више година без школовања                                         | 468      |
| 104 | Становништво старосног доба 15 и више година са непотпуним основним образовањем                  | 4092     |
| 105 | Мушко становништво старосног доба од 15 година и више са непотпуном основним образовањем         | 2227     |
| 106 | Женско становништво старосног доба 15 и више година са непотпуном основним образовањем           | 1865     |
| 107 | Становништво старо 15 и више година са комплетним основним образовањем                           | 5014     |
| 108 | Мушко становништво старо 15 година и више са комплетним основним образовањем                     | 2560     |
| 109 | Женско становништво старо 15 и више година са комплетним основним образовањем                    | 2454     |
| 110 | Становништво старосног доба 15 и више година са непотпуним средњим образовањем                   | 1173     |
| 111 | Мушко становништво старосног доба од 15 година и више са непотпуним средњим образовањем          | 672      |
| 112 | Женско становништво старосног доба од 15 година и више са непотпуним средњим образовањем         | 501      |
| 113 | Становништво старо 15 и више година са пуним секундарном образовањем                             | 5269     |
| 114 | Мушко становништво старосног доба од 15 година и више са пуним секундарном образовањем           | 2583     |
| 115 | Женско становништво старосног доба од 15 година и више са пуним секундарном образовањем          | 2686     |
| 116 | Становништво старије од 18 година са постосновним образовањем                                    | 5378     |
| 117 | Мушко становништво старије од 18 година са постосновним образовањем                              | 2533     |
| 118 | Женско становништво старије од 18 година са постосновним образовањем                             | 2845     |
| 119 | Просечна оцена школовања                                                                         | 7.86     |
| 120 | Просечан ниво образовања мушке популације                                                        | 7.66     |
| 121 | Просечан ниво образовања женског становништва                                                    | 8.06     |
| 122 | Економски активно становништво                                                                   | 11893    |
| 123 | Економски активна мушка популација                                                               | 8952     |
| 124 | Економски активна женска популација                                                              | 2941     |
| 125 | Становништво које није економски активно                                                         | 12808    |
| 126 | Мушко становништво које није економски активно                                                   | 3416     |
| 127 | Женско становништво које није економски активно                                                  | 9392     |
| 128 | Запослено становништво                                                                           | 11410    |
| 129 | Запослено мушко становништво                                                                     | 8575     |
| 130 | Запослено женско становништво                                                                    | 2835     |
| 131 | Незапослена популација                                                                           | 483      |
| 132 | Незапослена мушка популација                                                                     | 377      |
| 133 | Незапослена женска популација                                                                    | 106      |
| 134 | Становништво без права на здравствене услуге                                                     | 5725     |
| 135 | Становништво које има право на здравствене услуге                                                | 26466    |
| 136 | Становништво које има право на ИМСС                                                              | 15141    |
| 137 | Становништво које има право на социјално осигурање                                               | 1803     |
| 138 | Становништво које има право на државно социјално осигурање                                       | 61       |
| 139 | Становништво које има право на опште осигурање или здравствено осигурање за нову генерацију      | 7342     |
| 140 | Становништво које је било једном или није било у браку током 12 година и више                    | 7730     |
| 141 | Венчано или уједињено становништво од 12 година и више                                           | 14703    |
| 142 | Становништво које је било у браку или уједињено 12 година и више                                 | 2422     |
| 143 | Становништво са католичком религијом                                                             | 29363    |
| 144 | Протестанти, еванђелисти и библијски следбеници различити од еванђелиста                         | 1701     |
| 145 | Становништво са другим религијама различитим од претходних                                       | 8        |
| 146 | Становништво без религије                                                                        | 927      |
| 147 | Укупно пописаних домаћинства                                                                     | 8869     |
| 148 | Пописна домаћинства на челу са мушкарцима                                                        | 7054     |
| 149 | Пописна домаћинства на челу са женама                                                            | 1815     |
| 150 | Становништво у пописним домаћинствима                                                            | 32191    |
| 151 | Становништво у пописним домаћинствима на челу са мушкарцима                                      | 26662    |
| 152 | Становништво у пописним домаћинствима на челу са женама                                          | 5529     |
| 153 | Укупно домаћинстава                                                                              | 10717    |
| 154 | Укупно насељених домаћинстава                                                                    | 8893     |
| 155 | Укупно приватних кућа                                                                            | 10693    |
| 156 | Насељени приватни домови                                                                         | 8869     |
| 157 | Укупно насељених приватних кућа                                                                  | 8891     |
| 158 | Ненасељене приватне куће                                                                         | 1281     |
| 159 | Појединачна домаћинства за привремену употребу                                                   | 543      |
| 160 | Становници у насељеним приватним кућама                                                          | 32191    |
| 161 | Насељеност станара у приватним становима                                                         | 3.63     |
| 162 | Просечно становника по соби у приватним насељеним домаћинствима                                  | 0.92     |
| 163 | Појединачна домаћинства са подовима од различитих материјала од земље                            | 8738     |
| 164 | Појединачна домаћинства у приземљу                                                               | 96       |
| 165 | Појединачна домаћинства са једном спаваћом собом                                                 | 2449     |
| 166 | Појединачна домаћинства са две спаваће собе и више                                               | 6387     |
| 167 | Појединачна домаћинства са једним собом                                                          | 354      |
| 168 | Појединачна домаћинства са две собе                                                              | 1104     |
| 169 | Појединачна домаћинства са 3 собе и више                                                         | 7366     |
| 170 | Појединачна домаћинства која имају електрично светло                                             | 8797     |
| 171 | Појединачна домаћинства која немају електрично светло                                            | 47       |
| 172 | Појединачна домаћинства која имају водоводну воду у стамбеном простору                           | 8675     |
| 173 | Појединачна домаћинства која немају водоводну воду у стамбеном простору                          | 133      |
| 174 | Појединачна домаћинства која имају тоалет                                                        | 8560     |
| 175 | Појединачна домаћинства која имају канализацију                                                  | 8560     |
| 176 | Појединачна домаћинства која немају канализацију                                                 | 228      |
| 177 | Појединачна домаћинства која имају електрично светло, довод воде из јавне мреже и канализацију   | 8450     |
| 178 | Појединачна домаћинства без икаквих услова                                                       | 27       |
| 179 | Појединачна домаћинства која имају радио                                                         | 7887     |
| 180 | Појединачна домаћинства која имају телевизор                                                     | 8631     |
| 181 | Појединачна домаћинства која имају фрижидер                                                      | 8523     |
| 182 | Појединачна домаћинства која имају машину за веш                                                 | 7827     |
| 183 | Појединачна домаћинства која имају аутомобил или комби                                           | 5758     |
| 184 | Појединачна домаћинства која имају рачунар                                                       | 2262     |
| 185 | Појединачна домаћинства која имају фиксну телефонску линију                                      | 2698     |
| 186 | Појединачна домаћинства која имају мобилни телефон                                               | 6863     |
| 187 | Појединачна домаћинства која имају приступ интернету                                             | 1114     |